# Chaenorhinum
Chaenorhinum (DC.) Rchb., 1828 è un genere di piante erbacee o arbustive della famiglia delle Plantaginacee.

## Etimologia
Il nome del genere deriva da alcune parole greche il cui significato è "con naso aperto", infatti “chaeno” = aperto, spalancato e “rhin” = naso e fa riferimento alla particolare forma della corolla di queste piante definita anche "personata".
Il nome scientifico del genere è stato definito inizialmente dal botanico e micologo svizzero Augustin Pyrame de Candolle (Ginevra, 4 febbraio 1778 – Ginevra, 9 settembre 1841), perfezionato successivamente dal botanico, ornitologo e illustratore tedesco Heinrich Gottlieb Ludwig Reichenbach (8 gennaio 1793 – 17 marzo 1879) nella pubblicazione "Conspectus Regni Vegetabilis per gradus naturales evoluti. Lipsiae - 123" del 1828.

## Descrizione

### Portamento

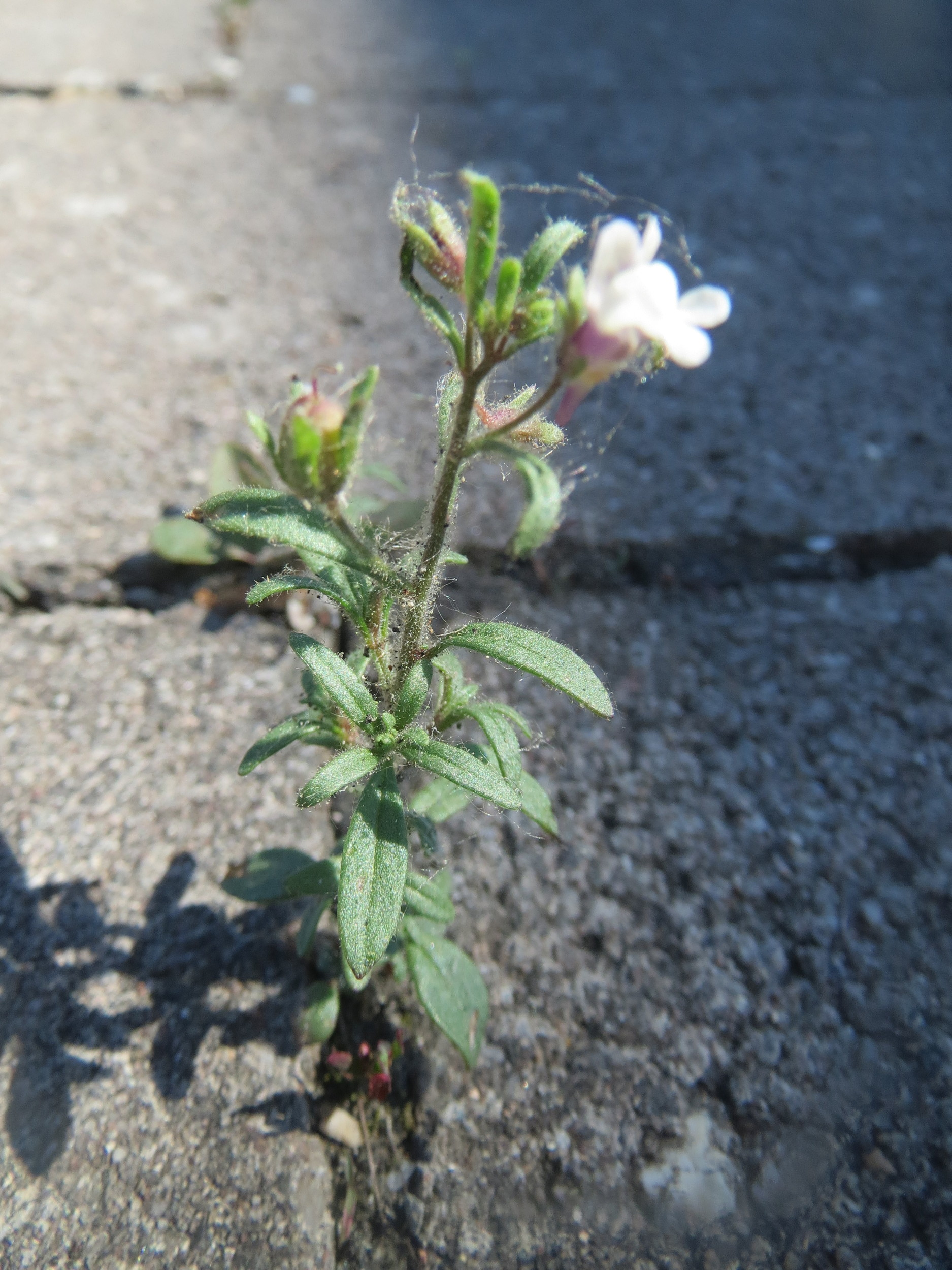
Il portamento
Chaenorhinum minus

Il portamento delle specie di questo genere può essere erbaceo (annuale o perenne) o suffrutescente. Le piante possono essere sia glabre che pubescenti-ghiandolose.

### Radici
Le radici in genere sono del tipo a fittone.

### Fusto
La parte aerea del fusto è eretta, ascendente e, in alcune specie, ramosa fin dalla base.

### Foglie

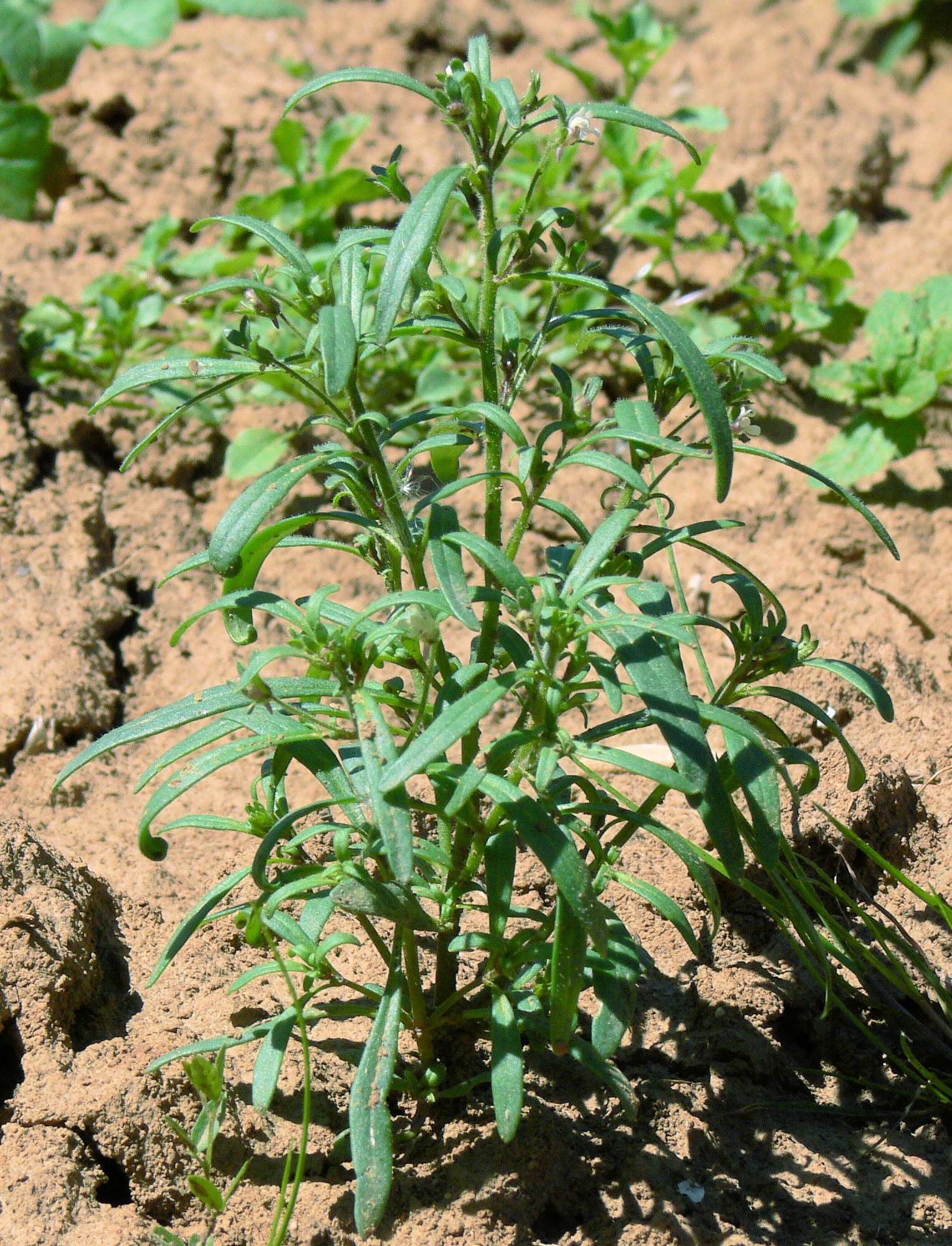
Le foglie
Chaenorhinum minus

Le foglie inferiori lungo il caule sono disposte in modo opposto (alternato sopra); possono essere sia sessili che picciolate. La lamina è gradualmente attenuata nel picciolo ed ha delle forme da lanceolate-lineari a ovoidi; raramente la forma può essere oblanceolata. I bordi sono interi e l'apice è smussato. A volte le foglie inferiori possono formare delle pseudo-rosette.

### Infiorescenza

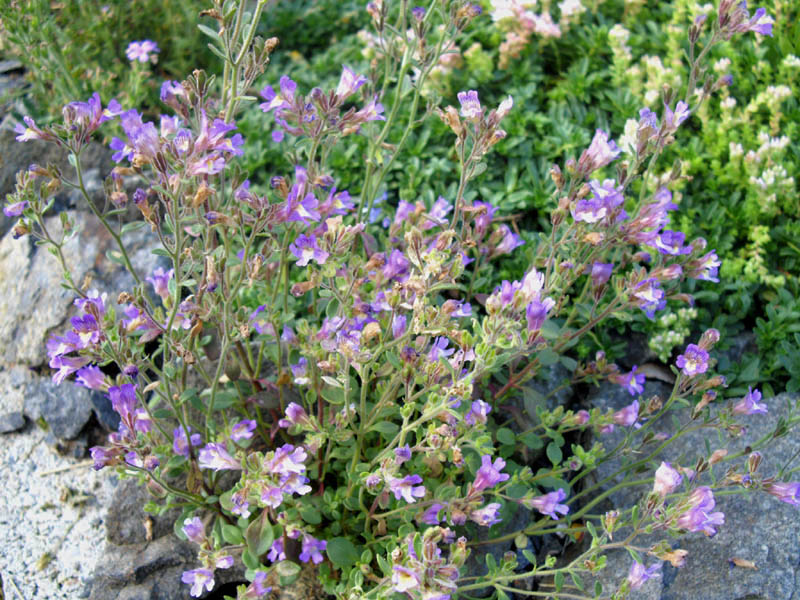
Infiorescenza
Chaenorhinum origanifolium

Le infiorescenze sono formate da fiori solitari su sottili peduncoli posizionati all'ascella delle foglie superiori. 

### Fiore

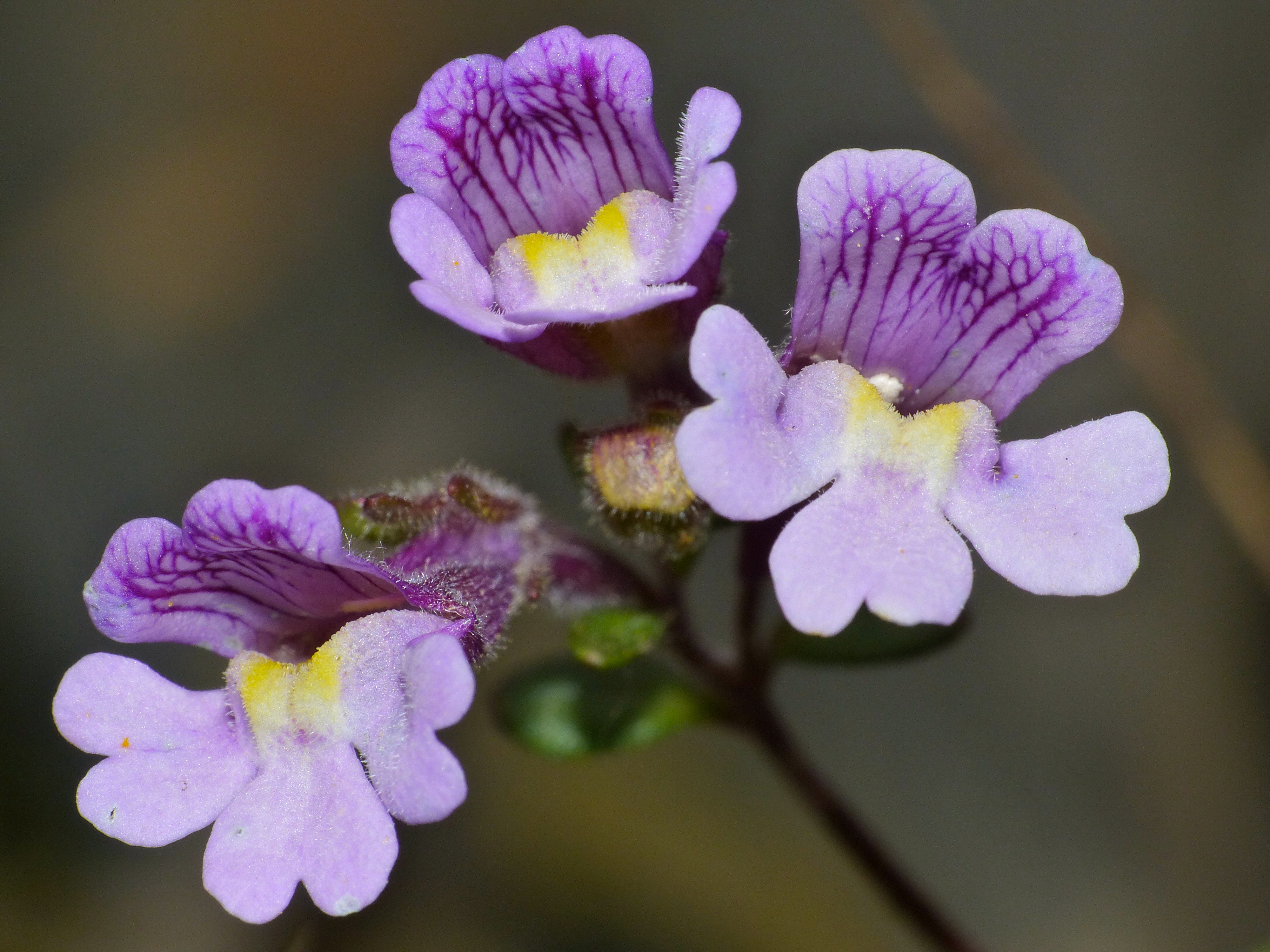
I fiori
Chaenorhinum origanifolium

I fiori sono ermafroditi, zigomorfi e tetraciclici (ossia formati da 4 verticilli: calice– corolla – androceo – gineceo) e tetrameri (i verticilli del perianzio hanno 4 elementi).
- Formula fiorale:

X o * K (4-5), [C (4) o (2+3), A 2+2 o 2], G (2), capsula.
- Il calice, tuboloso-campanulato, più o meno attinomorfo e gamosepalo, è diviso sino alla base in 5 lacinie con forme lineari-spatolate. In genere il calice è più grande del frutto.
- La corolla, gamopetala e tubolare del tipo bilabiato con lobi patenti, è rigonfia nella parte basale. Il labbro superiore è verticale e bilobato; quello inferiore è trilobato. Un rigonfiamento (sperone) è presente all'altezza delle fauci della gola della corolla in posizione abassiale; la forma è più o meno da cilindrica a conica con lunghezze fino a 5 volte il diametro. Il palato non è occluso. Il colore della corolla è bianco, rosa o blu-lillaceo; normalmente il palato è giallo.
- L'androceo è formato da 4 stami didinami tutti fertili. I filamenti sono adnati alla base della corolla e sono inclusi o poco sporgenti. Le antere sono formate da due teche distinte e divaricate; la deiscenza è longitudinale attraverso due fessure. I granuli pollinici sono tricolpoporati.
- Il gineceo è bicarpellare (sincarpico - formato dall'unione di due carpelli connati). L'ovario è supero con placentazione assile e forme da ovoidi o globose a suborbicolari. Gli ovuli per loculo sono numerosi, hanno un solo tegumento e sono tenuinucellati (con la nocella, stadio primordiale dell'ovulo, ridotta a poche cellule).[8]. Lo stilo ha uno stigma da capitato a fortemente bilobo. Il disco nettarifero è distinto e presente.

### Frutti
Il frutto è una capsula con pareti regolarmente bollose. All'interno i semi sono numerosi, con forme ovali e con la testa alveolata raramente reticolata (normalmente non sono presenti creste longitudinali). Al momento della maturazione i semi fuoriescono da due fori che si aprono nella parte superiore del frutto (capsula porocida).

## Biologia
Le specie di questo raggruppamento si riproducono per impollinazione tramite insetti quali imenotteri, lepidotteri o ditteri (impollinazione entomogama) o tramite il vento (impollinazione anemogama)..
La dispersione dei semi avviene inizialmente a causa del vento (dispersione anemocora); una volta caduti a terra sono dispersi soprattutto da insetti tipo formiche (mirmecoria).

## Distribuzione e habitat
La distribuzione di queste specie è relativa soprattutto al Mediterraneo (Europa sud-occidentale, Grecia, Anatolia, Asia mediterranea e Magreb) con un areale che si estende fino all'Iran e Afghanistan.
Tutte le specie di Chaenorhinum presente sul territorio italiano si trovano anche sulle Alpi. La tabella seguente mette in evidenza alcuni dati relativi all'habitat, al substrato e alla distribuzione delle specie alpine.
| Specie | Comunità vegetali | Piani vegetazionali | Substrato  | pH     | Livello trofico | H2O   | Ambiente    | Zona alpina         |
| --- | ----------------- | ------------------- | ---------- | ------ | --------------- | ----- | ----------- | ------------------- |
| Chaenorhinum origanifolium | 3                 | collinare           | Ca - Ca/Si | basico | basso           | secco | C2 C3       | CN                  |
| Chaenorhinum minus | 2                 | montano collinare   | Ca - Ca/Si | basico | alto            | secco | B1 B2 C3    | tutto l'arco alpino |
| Chaenorhinum rubrifolium | 4                 | collinare           | Ca - Ca/Si | basico | alto            | arido | B1 C1 C3 F1 | CN ?                |
| Legenda e note alla tabella. Substrato: con “Ca/Si” si intendono rocce di carattere intermedio (calcari silicei e simili). Zona alpina: vengono prese in considerazione solo le zone alpine del territorio italiano (sono indicate le sigle delle province). Comunità vegetali: 2 = comunità terofitiche pioniere nitrofile; 3 = comunità delle fessure, delle rupi e dei ghiaioni; 4 = comunità pioniere a terofite e succulente. Ambienti: B1 = campi, colture e incolti; B2 = ambienti ruderali, scarpate; B9 = coltivi umani; C2 = rupi, muri e ripari sotto roccia; C3 = ghiaioni, morene e pietraie; F1 = praterie rase xerofile mediterranee. |                   |                     |            |        |                 |       |             |                     |

## Tassonomia
La famiglia Plantaginaceae comprende 12 tribù, 105 generi e oltre 1 800 specie. Il genere Chaenorhinum appartiene alla tribù Antirrhineae.
Il numero cromosomico delle specie del genere è: 2n = 14 e 42.

### Specie
Il genere comprende le seguenti specie:
- Chaenorhinum calycinum (Banks & Sol.) P.H.Davis, 1978
- Chaenorhinum cryptarum (Boiss. & Hausskn.) P.H.Davis, 1978
- Chaenorhinum flexuosum (Desf.) Lange, 1870
- Chaenorhinum foroughii Speta, 1980
- Chaenorhinum gamezii Güemes, F.Marchal, E.Carrió & Blasco
- Chaenorhinum glareosum (Boiss.) Willk., 1886
- Chaenorhinum grandiflorum (Coss.) Willk., 1893
- Chaenorhinum grossecostatum Speta, 1980
- Chaenorhinum huber-morathii P.H.Davis, 1978
- Chaenorhinum johnstonii (Stapf) Pennell, 1943
- Chaenorhinum litorale (Willd.) Rouy, 1882
- Chaenorhinum macropodum (Boiss. & Reut.) Lange, 1870
- Chaenorhinum minus (L.) Lange, 1870
- Chaenorhinum origanifolium (L.) Kostel., 1844
- Chaenorhinum raveyi (Boiss.) Pau
- Chaenorhinum reticulatum Speta, 1980
- Chaenorhinum reyesii (C.Vicioso & Pau) Benedí
- Chaenorhinum robustum Loscos, 1876
- Chaenorhinum rubrifolium (Robert & Castagne ex DC.) Fourr., 1869
- Chaenorhinum rupestre (Guss.) Speta, 1980
- Chaenorhinum semiglabrum (Loidi & A.Galán) Alejandre, Arizal. & J.Benito, 1999
- Chaenorhinum semispeluncarum Yıldırım, Kit Tan, Şenol & Pirhan, 2010
- Chaenorhinum serpyllifolium (Lange) Lange, 1870
- Chaenorhinum suttonii Benedí & P.Monts., 1991
- Chaenorhinum tenellum (Cav.) Lange, 1870
- Chaenorhinum tuberculatum , 1980Speta
- Chaenorhinum villosum (L.) Lange, 1870
- Chaenorhinum yildirimlii Kit Tan, Yıldırım, Şenol & Pirhan, 2010

### Filogenesi
Il genere Chaenorhinum fino a poco tempo fa era incluso nella famiglia Veronicaceae o Scrophulariaceae a seconda dei vari Autori. La moderna classificazione APG lo assegna alle plantaginaceae.
All'interno della tribù Antirrhineae il genere di questa voce appartiene al gruppo Chaenorhinum composto dai seguenti generi: Chaenorhinum, Albraunia Speta, 1983 e Holzneria Speta, 1982 con distribuzione nel Vecchio Mondo. Questo gruppo, la cui posizione da un punto di vista filogenetico è abbastanza vicina al "core" della tribù (dalle analisi di tipo cladistico del DNA delle varie specie risulta "gruppo fratello" del gruppo Anthirrhinum), è caratterizzata di seguenti numeri cromosomici: 2n = 14 - 42.

### Specie della flora italiana
Per meglio comprendere ed individuare le varie specie del genere (solamente per le specie spontanee della flora italiana) l’elenco seguente utilizza in parte il sistema delle chiavi analitiche (vengono cioè indicate solamente quelle caratteristiche utili a distingue una specie dall'altra).
- Gruppo 1A: il ciclo biologico delle piante è perenne; la corolla è lunga 10 - 12 mm;

- Chaenorhinum origanifolium (L.) Kostel., 1844 - Linajola piemontese: l'altezza varia da 8 a 15 cm; il ciclo biologico è perenne; la forma biologica è camefita suffruticosa (Ch suffr); il tipo corologico è Nord Ovest Mediterraneo; l'habitat tipico sono le rupi calcaree; sul territorio italiano si trova solamente nel Piemonte fino ad una altitudine compresa tra 300 e 800 m s.l.m..

- Gruppo 1B: il ciclo biologico delle piante è annuo; la corolla è lunga 3 - 9 mm;

- Gruppo 2A: le foglie inferiori lungo il caule sono disposte in modo opposto; lo sperone della corolla è più o meno cilindrico, ed è lungo 1 - 2 volte il diametro;

- Chaenorhinum minus (L.) Lange, 1870 - Linajola comune: l'altezza varia da 5 a 30 cm; il ciclo biologico è annuo; la forma biologica è terofita scaposa (T scap); il tipo corologico è Euri-mediterraneo; l'habitat tipico sono gli incolti aridi, i bordi delle vie e le zone sabbiose; sul territorio italiano si trova ovunque (Sicilia esclusa) fino ad una altitudine di 1200 m s.l.m..

- Gruppo 2B: le foglie inferiori sono riunite in una pseudo-rosetta; lo sperone della corolla è conico, ed è lungo 2 - 5 volte il diametro;

- Chaenorhinum rubrifolium (DC.) Fourr., 1869 - Linajola arrossata: l'altezza varia da 1 a 2 dm; il ciclo biologico è annuo; la forma biologica è terofita scaposa (T scap); il tipo corologico è Euri-mediterraneo; l'habitat tipico sono i muri e gli incolti rocciosi; sul territorio italiano si trova al Centro e in Sardegna fino ad una altitudine compresa tra 300 e 1500 m s.l.m..

### Specie europee
In Europa e nell'areale del Mediterraneo sono presenti le seguenti specie di questo genere:
- Chaenorhinum calycinum (Banks & Sol.) P. H. Davis, 1978 - Distribuzione: Anatolia
- Chaenorhinum cryptarum (Boiss. & Hausskn.) P. H. Davis, 1978  - Distribuzione: Anatolia
- Chaenorhinum glareosum Boiss.) Willk. , 1886 - Distribuzione: Spagna
- Chaenorhinum grandiflorum (Coss.) Willk., 1893  - Distribuzione: Spagna
- Chaenorhinum huber-morathii P. H. Davis, 1978  - Distribuzione: Anatolia
- Chaenorhinum macropodum (Boiss. & Reut.) Lange, 1870  - Distribuzione: Spagna
- Chaenorhinum minus (L.) Lange, 1870 - Distribuzione: Europa, Asia minore e Magreb
- Chaenorhinum origanifolium (L.) Kosteletzky, 1844  - Distribuzione: Alpi (occidentali), Pirenei, Magreb e Grecia
- Chaenorhinum rubrifolium (DC.) Fourr., 1869  - Distribuzione: Alpi (occidentali), Pirenei, Magreb, Grecia e Anatolia
- Chaenorhinum tenellum (Cav.) Lange, 1870  - Distribuzione: Spagna
- Chaenorhinum villosum (L.) Lange, 1870  - Distribuzione: Pirenei e Magreb

### Sinonimi
L'entità di questa voce ha avuto nel tempo diverse nomenclature. L'elenco seguente indica alcuni tra i sinonimi più frequenti:
- Linaria sect. Chaenorhinum DC., 1815 (basionimo)[3]
- Linaria sect. Microrrhinum Endl., 1839
- Microrrhinum (Endl.) Fourr., 1869
- Hueblia Speta, 1982